# Clitellum

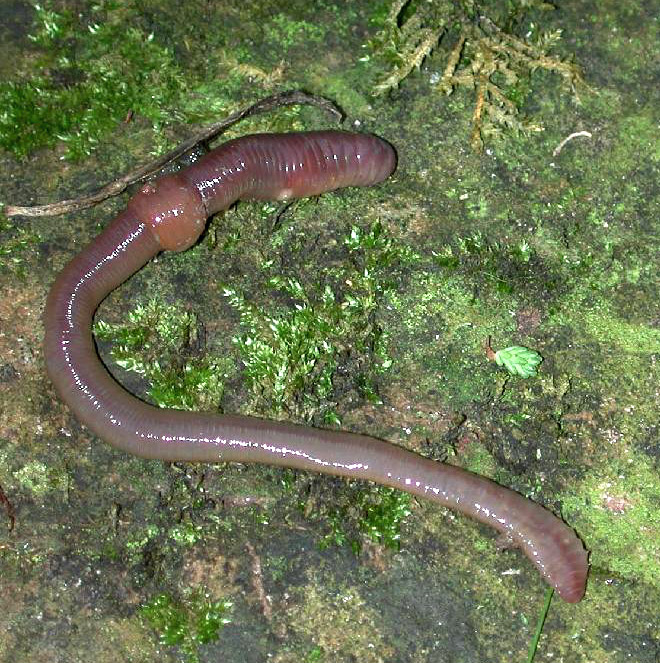
Clitellum, bourrelet tégumentaire rose chez le ver de terre.

Le clitellum (du latin clitellae, « bât ») est une section glandulaire épidermique de la paroi du corps d'une famille d'Annélides, les Clitellates (qui comprend les Oligochètes (lombric) et les Achètes (sangsue)). 
Certains auteurs considèrent que l'épiderme, au niveau du clitellum est monostratifié, d'autres le décrivent (Grove, 1925) comme « plus  ou  moins stratifiés » avec 3 types  cellulaires (mis en évidence par coloration histochimique par Grove & et Cowley 
(1928) : 
1. des  mucocytes  (en  surface) ;
2. des « cellules  à  gros  granules » en subsurface de l'épiderme ;
3. des « cellules à  fins  granules », plus profondes, plus grosses et plus  nombreuses.

Le clitellum est très  visible (turgescent) chez les lombriciens en période d'activité sexuelle, parfois d'une couleur bien différente de celle du reste du corps. Il a notamment été étudié chez le ver de terre amazonien géant Rhinodrilus priollii (dont la taille peut dépasser deux mètres) 
De nombreux auteurs, tel Avel en 1929 le considèrent chez ces espèces comme étant un caractère sexuel secondaire, car il est inapparent chez les jeunes vers, puis se développe à la puberté (couleur plus claire) puis très turgescent en période sexuelle, puis régressant en période de « repos  génital » (durant selon les cas la diapause des espèces  hétérodynames, ou les temps de régénération ou de variations saisonnières d'activité. 
En outre, Avel, en 1929 puis Herlant-Meewis (1956) ou Berjon (1965) ont montré qu'il est sous la dépendance d'une hormone ; un facteur neurohormonal de nature  peptidique selon Marcel et Cardon (1982).  

## Localisation
Cette partie s'étend généralement sur plusieurs anneaux (généralement autour des 14e, 15e et 16e métamères, ou plus loin, par exemple (du 25e au 37e segment chez Eisenia fetida) dans la moitié antérieure de l'animal. 

## Fonctions

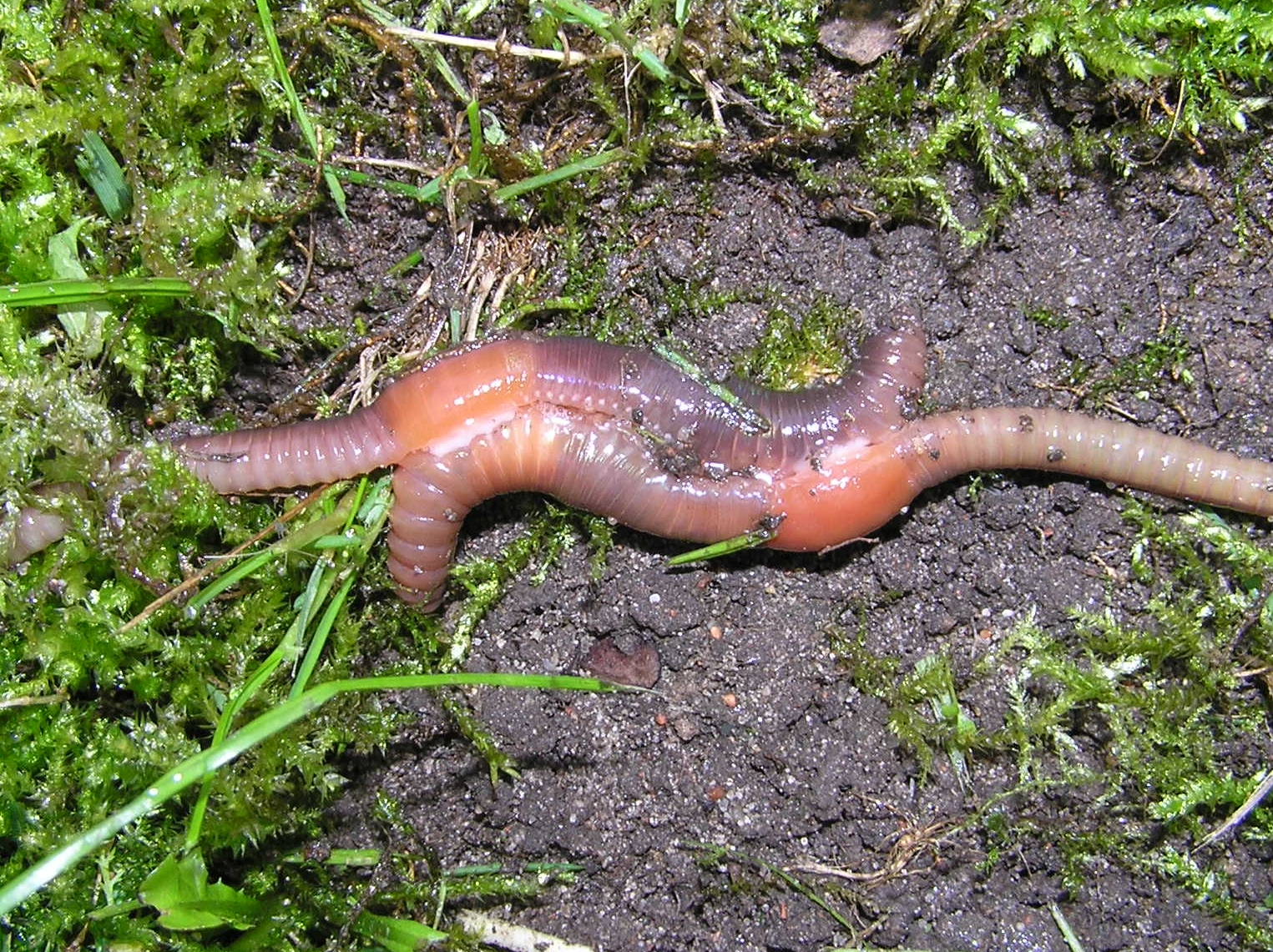
Fonction copulatoire du Clitellum

Le clitellum a plusieurs fonctions connues :
- il permet à deux vers de terre (organismes hermaphrodites) de se maintenir l'un l'autre durant le phénomène de copulation.
- il sécrète les cocons muqueux dans lesquels les clitellates déposent leurs œufs[6]. 
Ce cocon permet d'éviter la déshydratation, protège les œufs des bactéries et champignons du sol (ou du sédiment dans le cas des quelques espèces aquatiques ou semi-aquatiques, du genre Glyphidrilus ou en Europe : Criodrilus lacuum) et apporte des substances nutritives essentielles à l'embryon.

Le clitellum est donc une structure essentielle de l'adaptation des Clitellates au milieu terrestre, mais il existe aussi chez les espèces semi-aquatiques et aquatiques (avec l'apparition sur le clitellum chez certaines espèces de petits crochets lors de la période d'activité sexuelle, qui permettent aux vers de mieux résister au courant lors de la copulation) .

## Anatomie et histochimie
La partie externe du clitellum comprend des cellules de soutien, des cellules sécrétoires et les cellules granulaires globulaires sécrétoires, en plus des cellules typiquement trouvées ailleurs dans l'épiderme du ver sur les anneaux postérieurs et antérieurs au clitellum. 
- des cellules sécrétoires (mucocytes, qui élaborent le manchon protégeant le cocon qui enveloppe les œufs) ; en surface.
- Un type de cellule dite « granulaires » contient de petits granules contenant des microtubules[6] (d'un diamètre d'environ 14 nm chez Lumbricittus rivalis[7] et également observé dans les régions matures de l'appareil de Golgi[7]). 
Leur contenu (sécrétion) formerait la paroi des cocons[7] ;
- L'autre type contient des granules sécrétoires de grande taille, riche en sucres aminés selon Defretin & Demailly (1953)[8] et qui seraient à l'origine de l'enveloppe du cocon selon Rouabah-Sadaou & Marcel (1995)[5], ou de la substance nutritive qui entoure l'ovule selon Hess & Vena (1974)[6], l'équivalent de l'albumen.

Chez L rivalis, étudié par K. Sylvia Richards (1977), la sécrétion des cellules granulaires est une glycoprotéine neutre contenant un faible taux de lipides, alors que les cellules globulaires produisent un mucopolysaccharide acide sulfaté dépourvu protéines détectables ou de lipides. 
Rouabah-Sadaoui & Marcel ont trouvé dans le cocon du lombric Eisenia fetida une « glycolipoprotéine comparable à une vitellogénine », formée à partir des protéines originelles grâce à 4 polypeptides.

## Galerie d'illustrations

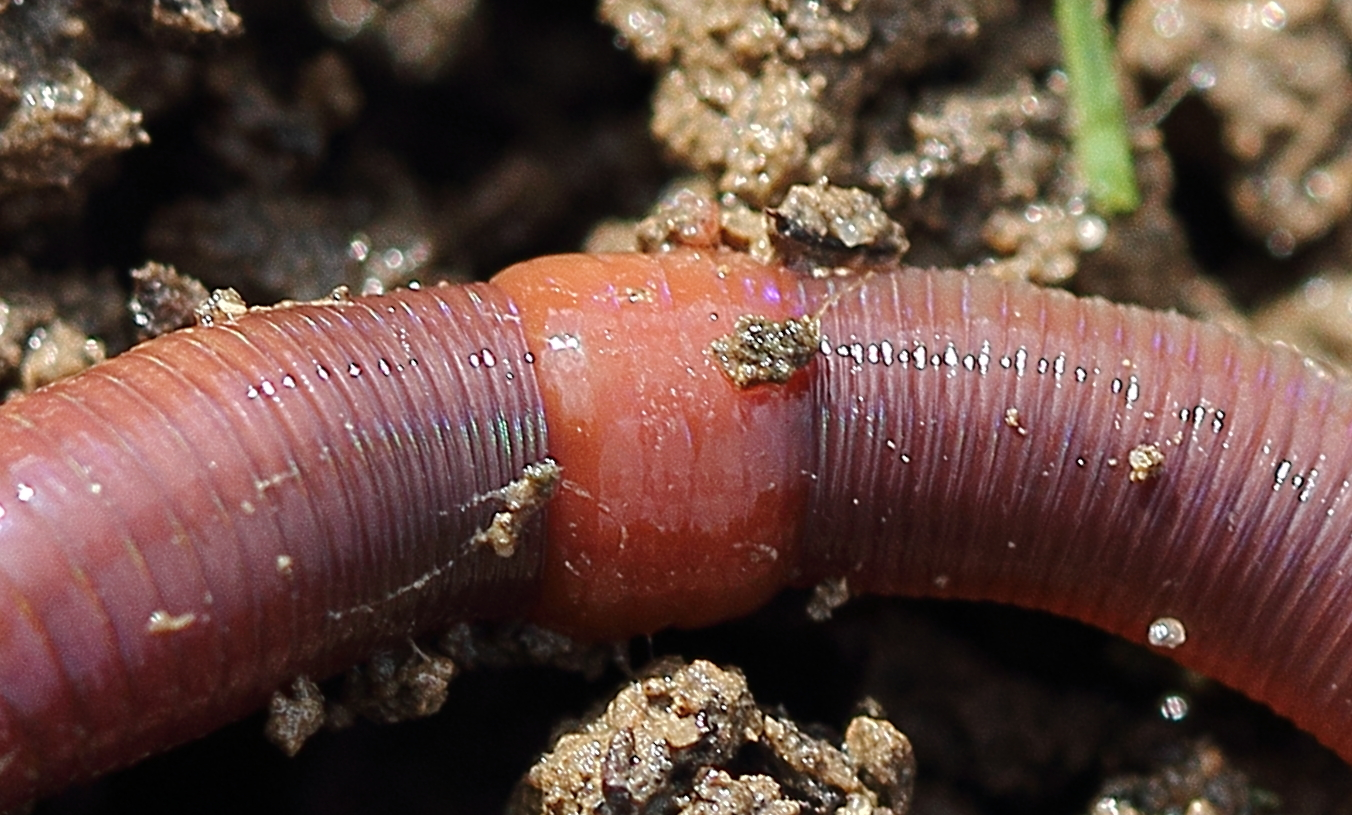
Clitellum de Lumbricus rubellus
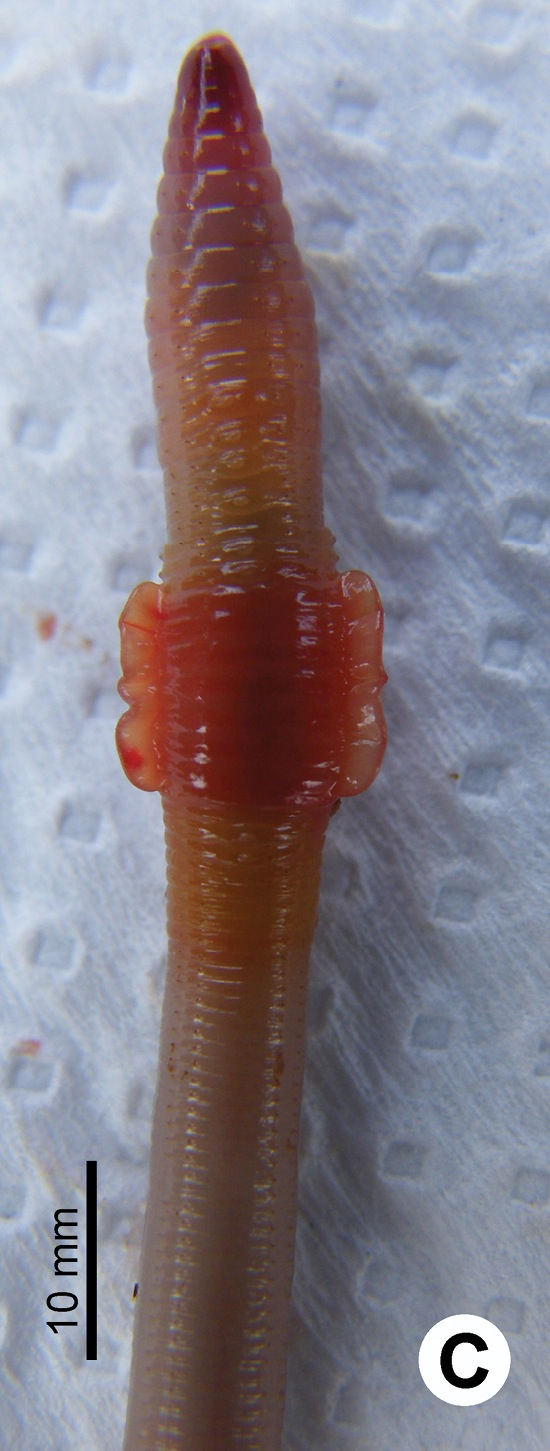
Glyphidrilus wararamensis
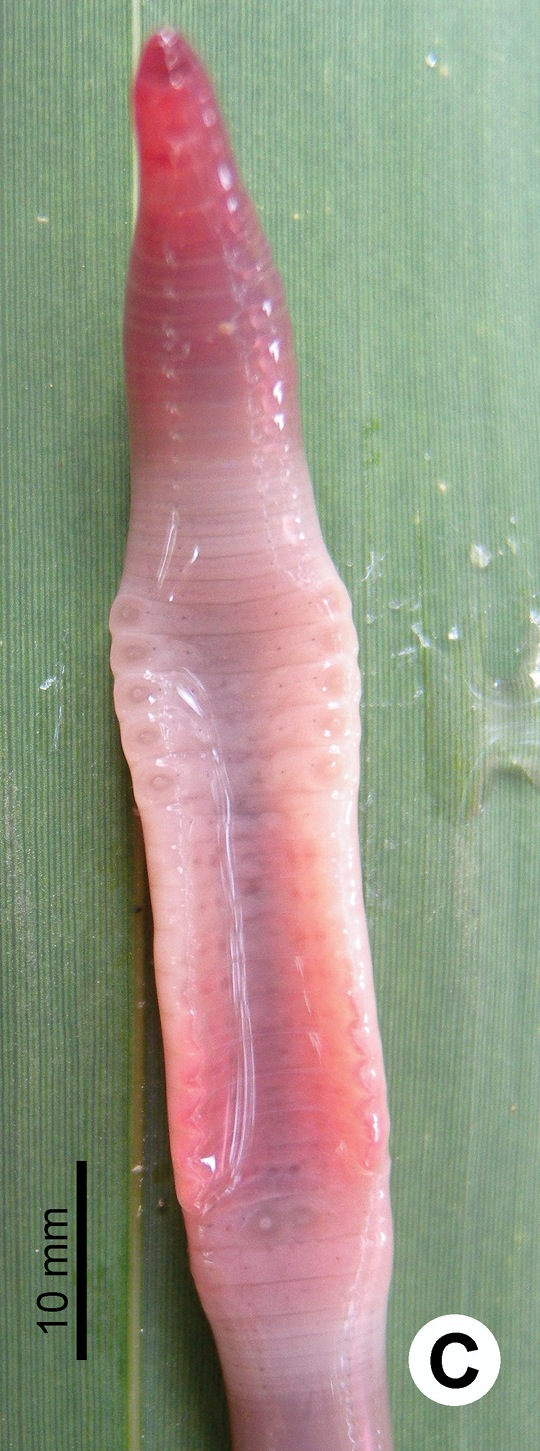
Glyphidrilus chiensis